# Енцо Роко
Енцо Роко (ісп. Enzo Roco, нар. 16 серпня 1992, Овалле) — чилійський футболіст, захисник мексиканського «Крус Асуль».
Виступав, зокрема, за клуб «Універсідад Католіка», а також національну збірну Чилі.

## Клубна кар'єра
Народився 16 серпня 1992 року в місті Овалле. Вихованець футбольної школи клубу «Універсідад Католіка». Дорослу футбольну кар'єру розпочав 2011 року в основній команді того ж клубу, в якій провів три сезони, взявши участь у 92 матчах чемпіонату.  Більшість часу, проведеного у складі «Універсідад Католіка», був основним гравцем захисту команди.
Згодом з 2014 по 2015 рік грав у складі команд клубів «Ельче» та «О'Хіггінс». З останнього 2015 року був орендований «Еспаньйолом», відіграв за барселонський клуб 33 матчі в національному чемпіонаті.
Влітку 2016 року перейшов до мексиканського «Крус Асуль».

## Виступи за збірну
2012 року дебютував в офіційних матчах у складі національної збірної Чилі. Наразі провів у формі головної команди країни 9 матчів, забивши 1 гол.
У складі збірної був учасником розіграшу Кубка Америки 2016 року у США, здобувши того року титул континентального чемпіона.
| Дата   | Місто           | Господарі                                | Результат | Гості | Турнір     | Голи | Примітки                     |
| ------ | --------------- | ---------------------------------------- | --------- | ----- | ---------- | ---- | ---------------------------- |
| 1      | 15 лютого 2012  | Фелесіано Касерес, Луке, Парагвай        | Парагвай  | 2-0   | Чилі       |      | Товариський матч             |
| 2      | 21 березня 2012 | Естадіо Карлос Діттборн, Аріка , Чилі    | Чилі      | 3-1   | Перу       |      | Тихоокеанський Кубок 2012    |
| 3      | 11 квітня 2012  | Хорхе-Басадре, Такна, Перу               | Перу      | 0-3   | Чилі       |      | Тихоокеанський Кубок 2012    |
| 4      | 22 січня 2014   | Франсіско Санчес Руморосо, Кокімбо, Чилі | Чилі      | 4-0   | Коста-Рика |      | Товариський матч             |
| 5      | 14 липня 2014   | Франсіско Санчес Руморосо, Кокімбо, Чилі | Чилі      | 2-2   | Болівія    |      | Товариський матч             |
| 6      | 26 березня 2015 | «НВ Арена», Санкт-Пельтен, Австрія       | Іран      | 2-0   | Чилі       |      | Товариський матч             |
| 7      | 1 червня 2016   | Куалкомм Стедіум, Сан-Дієго, США         | Мексика   | 1-0   | Чилі       |      | Товариський матч             |
| 8      | 14 червня 2016  | Лінкольн Файненшл філд, Філадельфія, США | Чилі      | 4-2   | Панама     |      | Кубок Америки з футболу 2016 |
| 9      | 18 червня 2016  | Леві Стедіум, Санта-Клара, США           | Мексика   | 0-7   | Чилі       |      | Кубок Америки з футболу 2016 |
| Усього |                 | Матчів                                   | 9         |       | Голів      | 1    |                              |

## Титули і досягнення
- Переможець Кубка Америки: 2016